# Musikens Hus, Göteborg

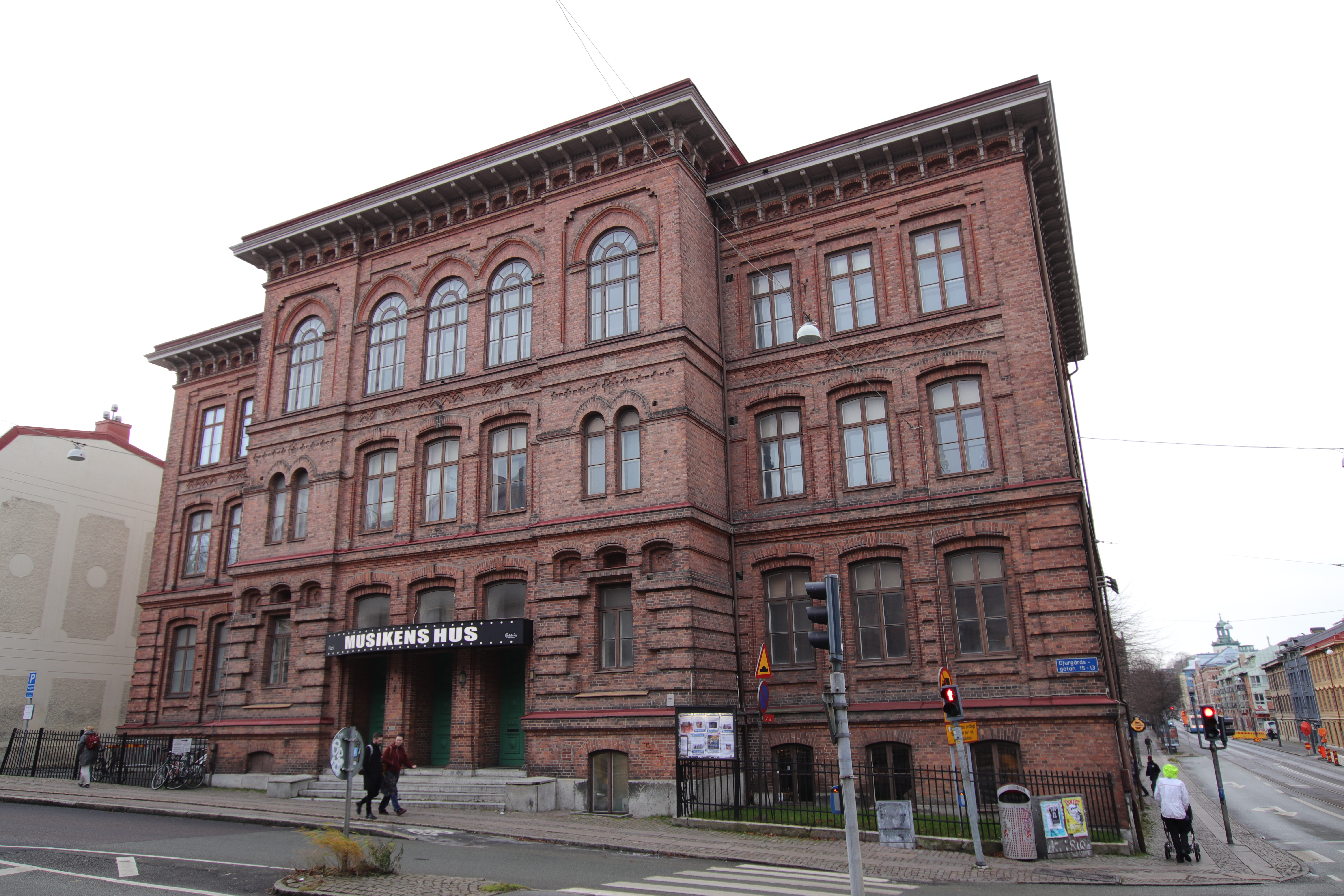
Musikens Hus, 2019.

Musikens Hus är ett kulturhus på Djurgårdsgatan 13 i Göteborg, strax nedanför Stigbergstorget, den "västra porten in i Majorna". Här finns två livescener med tillhörande barer och vegetariskt restaurangkök. Den större scenen har plats för cirka 350–400 personer och kan räknas som en av de större livemusikarenorna i Göteborg. I huset finns även repetitionslokaler för cirka 70 band samt kursverksamhet.
Verksamheten ligger i ett kulturkluster med flera kulturaktörer. I området finns Bengans, Fyrens Ölkafé, Oceanen, Utopia Jazz, Hängmattan (kvartersscen och restaurang), Gatenhielmska kulturreservatet och Sjömanskyrkan (Skeppet GBG).

## Kulturverksamhet
Sedan 1991 driver Musikens Hus ekonomisk förening husets hela verksamhet. 
Musikens Hus är ett fristående musik- och kulturhus i kooperativ regi, (utsågs till årets kooperativ av Coompanion 2019) och har som vision att "skapa förutsättningar för en aktiv och utvecklande musikkultur för Göteborgs invånare".
I husets bottenplan ligger Café Hängmattan (f.d. Cafe Trenchtown). 

## Historia
Byggnaden, ritad av arkitekten Carl Fahlström uppfördes 1888 för Majornas elementarläroverk för flickor. 1936 tog Göteborgs stad över skolan, vilket innebar att den blev den första flickskolan i Göteborg som kommunaliserades. Det nya namnet blev därmed Majornas kommunala flickskola. Den verksamheten fortsatte fram till 1967 då skolan avvecklades.
Efter att lokalerna stått tomma under slutet av 1970-talet tog Göteborgs fritidsförvaltning över och förändrade delar av huset för att kunna skapa en musik- och mötesplats för ungdomar. 1984 återinvigdes huset med bland annat kurs- och replokaler, caféverksamhet och en musikscen.
1992 bildades Musikens Hus ekonomiska förening med syfte att driva verksamheten, och sedan 1993 är Musikens Hus ett fristående kulturhus.
Musikens Hus har funnits i Higabs bestånd sedan 1991.